# 錫貝克山
85°44′S 150°46′W / 85.733°S 150.767°W
錫貝克山（英語：Mount Seebeck），是南極洲的山峰，位於古爾德海岸，處於羅冰川源頭，屬於毛德王后山脈中塔普利山脈的一部分，美國地質調查局根據測量和美國海軍拍攝的空中照片繪入地圖，現時由南極條約體系管理。